# شهرستان شرعب الرونه
ناحیهٔ شرعب الرونه (به عربی: مدیریة شرعب الرونة) یک ناحیه در یمن است که در استان تعز واقع شده‌است.
ناحیهٔ شرعب الرونه ۱۸۶٬۹۵۵ نفر جمعیت دارد.